# Cryptopenella
Cryptopenella is een geslacht van haften (Ephemeroptera) uit de familie Leptophlebiidae.

## Soorten
Het geslacht Cryptopenella omvat de volgende soorten:
- Cryptopenella anhuiensis
- Cryptopenella facialis
- Cryptopenella tumebasalis